# Walden Martin
Walden Martin   (Garyville, 28 de setembre de 1891 - Zephyrhills, novembre 1966) va ser un ciclista estatunidenc, que va prendre part en els Jocs Olímpics d'Estocolm de 1912.
El 1912 va prendre part en els Jocs Olímpics d'Estiu d'Estocolm, on va disputar dues proves del programa de ciclisme. Va guanyar la medalla de bronze en la contrarellotge per equips, formant equip amb Carl Schutte, Albert Krushel i Alvin Loftes; mentre en la contrarellotge individual finalitzà en dissetena posició.